# Едуард Фортунат фон Баден-Баден
Едуард Фортунат фон Баден-Баден или Едуард Фортунат фон Баден-Родемахерн (на немски: Eduard Fortunat (Baden-Baden); Eduard Fortunat von Baden-Rodemachern; * 17 септември 1565, Лондон; † 18 юни 1600, замък Кастелаун/Хунсрюк, Рейнланд-Пфалц) е от 1575 до 1588 г. маркграф на Маркграфство Баден-Родемахерн и от 1588 до 1594 г. управлява Маркграфство Баден-Баден.

## Живот
Той е син на маркграф Христоф II (1537 – 1575) и на шведската принцеса Сесилия Васа (1540 – 1627), дъщеря на крал Густав I от Швеция. Кралица Елизабет I го кръщава, дава му името Едуард и го приема като дете. От майка си Сесилия Васа той е свикнал на луксозен живот.
През 1575 след смъртта на Христоф II, той наследява първо маркграфството Баден-Родемахерн. През 1588 г. след смъртта на братовчед му Филип II той наследява много задлъжнялото маркграфство Баден-Баден и преотстъпва маркграфството Баден-Роденмахерн на брат си Филип III (1567 – 1620).
Едуард Фортунат има връзка и се жени тайно на 13 март 1591 г. в Брюксел за Мария фон Айкен, (* 1571; † 21 април 1636), дъщеря на Йобст фон Айкен. Едуард се жени за нея втори път и на 14 май 1593 г. в двореца Хоенбаден по пантофи. На 30 юли същата година се ражда наследственият принц.
През 1594 г. Ернст Фридрих фон Баден-Дурлах и брат му Георг Фридрих окупират Маркграфство Баден-Баден. Едуард Фортунат трябва да бяга. Децата му от Мария фон Айкен не са признати от братовчед му Ернст Фридрих. Едуард Фортунат накрая бяга в замъка Кастелаун в останалото му Графство Спонхайм. Той постъпва на военна служба в Нидерландия и в Полша против Швеция.
Едуард Фортунат умира на 18 юни 1600 г. едва на 35 години след падане (вероятно пиян) от стълбите на двореца Кастелаун. Той е погребан със съпругата си и единствената му дъщеря от този брак, Анна Мария Лукреция, в манастира Енгелпорт близо до Хунсрюк до Мозел.

## Деца
- Анна Мария Лукреция (* 1592, Мурано до Венеция; † 1654, Кастелаун)
- Вилхелм (* 30 юли 1593, Баден-Баден; † 22 май 1677, Баден-Баден), маркграф на Баден-Баден (1621 – 1677)
- Херман Фортунат (* 23 януари 1595, Ращат; † 4 януари 1665, Кастелаун)
- Албрехт Карл (* 17 август 1598, Кастелаун; † 23 юни 1626, Хунд-дворец; по невнимание сам се застрелва)